# Grammonota insana
Grammonota insana là một loài nhện trong họ Linyphiidae.
Loài này thuộc chi Grammonota. Grammonota insana được Richard C. Banks miêu tả năm 1898.